# Igualada
Igualada là một đô thị trong comarca Anoia, Catalonia, Tây Ban Nha. Dân số khaongr 40.000 người.
Kết nghĩa với Lecco (Ý), quận Sahara, Nueva Esperanza (El Salvador) và một số nơi khác.